# Tota (Bischof)
Tota (auch Thoha oder Totta;† zwischen 786 und 789) war Bischof von Selsey. Er wurde zwischen 781 und 786 geweiht und trat sein Amt im gleichen Zeitraum an. Er starb zwischen 786 und 789.